# Cantores de Rádio
Cantores de Rádio é uma famosa marcha de 1936, composta por João de Barro, Alberto Ribeiro e Lamartine Babo e gravada pelas irmãs Carmen Miranda e Aurora Miranda.

## Letra
Em 'Cantores de Rádio', os compositores fazem uma homenagem ao rádio. A tecnologia importada possibilitando a comunicação simultânea com um grande número de ouvintes, espalhados pelo país de norte a sul, destaca, na letra da música, o rádio como veículo de integração do território nacional através da canção, como um meio civizador.

## Gravação
"Cantores de Rádio" é considerado o maior sucesso das irmãs Miranda e foi apresentada no filme Alô, Alô, Carnaval de 1936. Essa foi a primeira e única vez em que as irmãs Carmen e Aurora Miranda apareceram juntas em um filme. A cena da dupla é considerada hoje um dos números mais antológicos do cinema musical brasileiro e foi mais tarde repetida pelas cantoras Nara Leão e Maria Bethânia no filme Quando o Carnaval Chegar, de 1972, dirigido por Cacá Diegues.